# Baum des Lebens

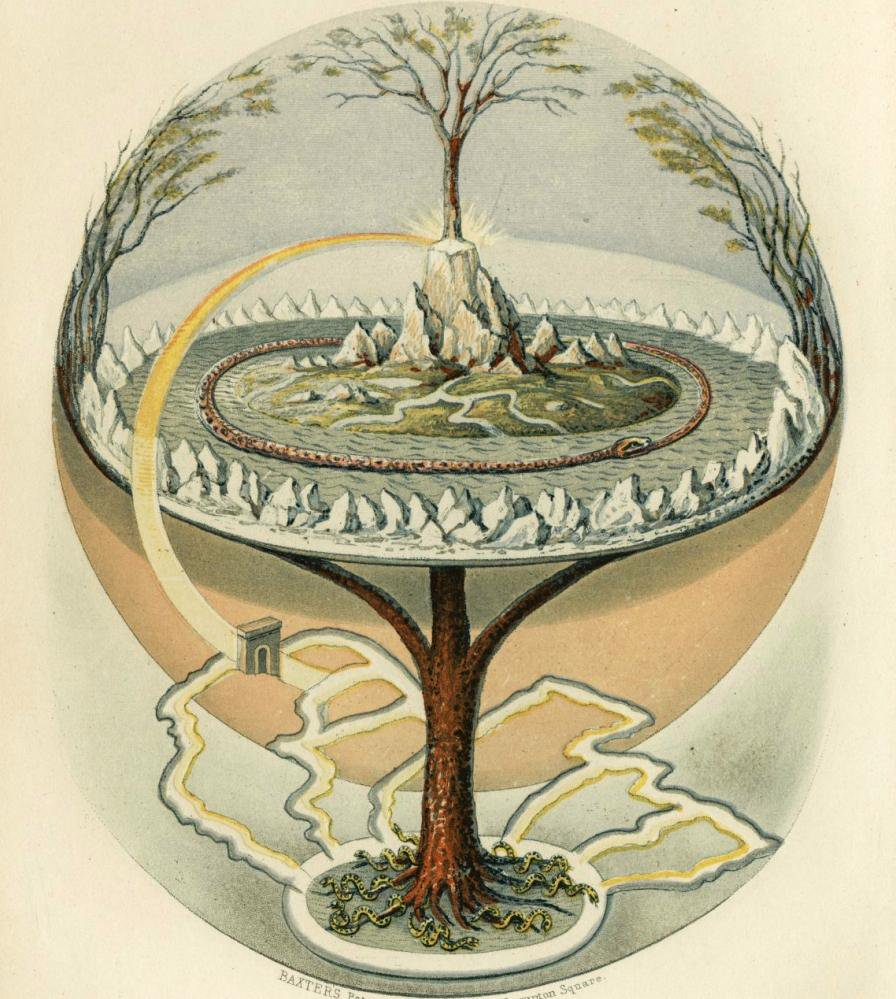
Yggdrasil

Der Baum des Lebens (auch Lebensbaum oder Weltenbaum) ist ein in der Religionsgeschichte verbreitetes Symbol und Mythenmotiv. Es hängt mit mythologisch-religiösen Umdeutungen von Baumkulten (heilige Bäume) und Fruchtbarkeitssymbolik sowie mit Schöpfungsmythos und Genealogie zusammen. Der Lebensbaum gehört zur Mythologie vieler Völker und ist ein altes Symbol der kosmischen Ordnung.
Er steht als Weltachse (axis mundi) im Zentrum der Welt. Seine Wurzeln reichen tief in die Erde und seine Wipfel berühren oder tragen den Himmel. Somit verbindet er die drei Ebenen Himmel, Erde und Unterwelt.
In der westlichen Welt ist der Baum des Lebens in der Bibel die weitestverbreitete Vorstellung dieses Baumes, auf den der Stammbaum Bezug nimmt.

## Vorstellungen
Unterschiedlich war jedoch die Vorstellung, wie viele Ebenen beziehungsweise Welten es gibt. Von drei (Himmel, Erde, Unterwelt) bis hin zu beispielsweise neun Welten (Germanen). Manche Völker stellten sich auch vor, dass seine Spitze bis zum Polarstern reicht. In verschiedenen Kulturen wurden unterschiedliche Baumarten mit dem Weltenbaum verbunden, zum Beispiel die Birke, Eiche, Eibe oder Esche.
In der Regel bevölkern mythische Tiere den Weltenbaum. Bei indogermanischen Völkern sitzt häufig ein Adler in der Krone und eine Schlange befindet sich unten am Baum. In der indischen, germanischen und slawischen Mythologie herrscht Streit zwischen diesen beiden Tieren. Im minoischen Kulturkreis ist es hingegen der Himmelsstier, der in stoisch kreisendem Lauf die Weltenachse dreht.
In den meisten alten Kulturen und Religionen wurden Bäume oder Haine als Sitz der Götter oder anderer übernatürlicher Wesen verehrt. So spielt der Baum in der Mythologie auch als Lebensbaum (zum Beispiel die Sykomore bei den Ägyptern oder der Baum des Lebens in der jüdischen Mythologie), als Baum der Unsterblichkeit (der Pfirsichbaum in China) oder als Symbol des Erwachens im Buddhismus (der Bodhibaum) eine Rolle. In der babylonischen Mythologie erstreckt Xixum seine Zweige bis in den Himmel, während seine Wurzeln tief in der Unterwelt sind. Sein Stamm symbolisiert die Verbindung der Sphären.

### Judentum und Christentum
Im Schöpfungsbericht im ersten Buch Mose ist der Baum des Lebens ein Baum in der Mitte des Paradieses, der ewiges Leben schenkt, wenn man von seinen Früchten isst. Adam und Eva werden aus dem Paradies vertrieben, damit sie nicht auch noch vom Baum des Lebens essen können, nachdem sie bereits vom Baum der Erkenntnis gegessen hatten.

### Mesopotamien bis Indien
In einem vom alten Mesopotamien bis Indien grundlegenden Mythos reicht der Weltenbaum auf dem Gipfel des Weltenbergs (in Indien Meru) vertikal von der Unterwelt bis in den Himmel, wo die Götter wohnen, und wohin die Vögel fliegen, in den Wipfeln des Baumes sitzen. Zugleich symbolisiert dieser Baum das Zentrum der vier Weltgegenden in einem kosmogonischen Modell, gelegentlich durch vier kleinere Bäume in den vier Weltgegenden ergänzt. Der Baum mit Vögeln ist auch ein Fruchtbarkeitssymbol und steht für die periodische Erneuerung des Lebens, abgebildet bereits auf bronzezeitlichen Siegeln und Amuletten von Tilla Tepe im heutigen Afghanistan ab Mitte des 3. Jahrtausends v. Chr. Mit demselben Motiv von Vögeln in der Baumkrone wurden in dieser Nekropole auch goldene Königskronen aus den ersten Jahrhunderten v. Chr. gefunden.
Kalpavriksha ist ein glückverheißender Himmelsbaum in der indischen Mythologie, der in Indien verehrt wird und an mittelalterlichen Tempeln aus Java abgebildet ist.
Das als „heiliger Baum“ bezeichnete Motiv auf assyrischen Reliefs besteht aus einem vertikalen Pfosten mit Knoten an mehreren Stellen, von denen horizontale Verzweigungen abgehen. Das Motiv wurde als Lebensbaum, Dattelpalme oder als Kultobjekt gedeutet.

### Schamanismus
Im klassischen Schamanismus spielt der Weltenbaum eine große Rolle. Zum einen ist er das Zentrum der Welt, zum anderen führt der Weg zu ihm zurück bis an den Beginn der Schöpfung. Damit verbindet er die reale Welt mit der vormaligen Welt im Urzustand, die noch nicht vom Himmel getrennt war. Über den Weltenbaum kann der Schamane mit dem Schöpfungszentrum Verbindung aufnehmen und einen Flug in die Reiche der Geister und Götter antreten. Zuweilen wird diese Verbindung zwischen den Welten auch durch einen Fluss gekennzeichnet. Dann gelangt der Schamane bei seiner Seelenreise in einem Boot über diesen Fluss in die Geisterwelt. Der Weltenbaum dient auch als Ruhestätte verstorbener Schamanen, von der aus die Seele den Körper verlässt, um in das Reich der Geister zu gelangen.

## Vorkommen

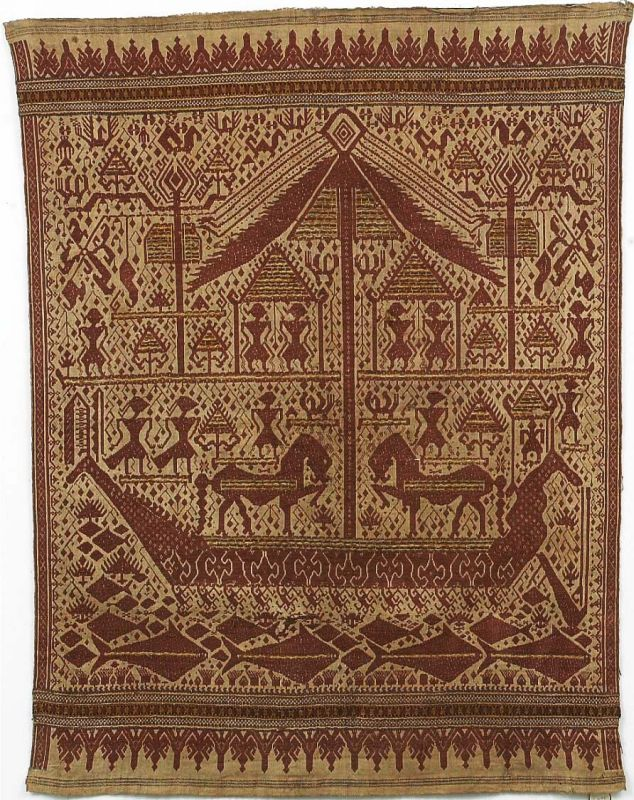
Tampan, zeremonieller Stoff aus Südsumatra mit einem Schiffsmotiv und einem Lebensbaum mit dreieckiger Krone als Mast. Das Schiff ist ein Seelenschiff, mit dem die Seelen der Toten ins Jenseits gelangen und zugleich ein Symbol für das Leben.

### Mythisches Symbol
- Der Weltenbaum als universales mythologisches Symbol der Weltachse (axis mundi)
- Baum des Lebens (Bibel) als biblisches Motiv
- Vision vom Baum des Lebens im Buch Mormon
- Altes Ägypten: Isched-Baum
- Armenier: Kenats Tsar (armenisch Կենաց Ծառ)
- Babylonier, Sumerer: Heiliger Baum von Eridu
- Finnen: Iso tammi
- Germanen: Yggdrasil (Esche), gleichgesetzt wird der Mimameid, daneben die Irminsul
- Griechen: Baum der Hesperiden
- Hebräer: Ez Chaijm, Baum des Lebens, für die Kabbala, siehe Sephiroth
- Indonesien: Gunungan, Figur des indonesischen Schattenspiels
- Islam: Tuba (Baum) im himmlischen Paradies
- Letten: Austras koks (Eiche)
- Maya: Wacah Chan (Weltenbaum) und Yax Cheel Cab (erster Baum der Welt)
- Perser: Simurgh-Baum (Mutter aller Bäume)
- Kasachstan: Bajterek

### Märchen
In Grimms Märchen als Baum mit goldenen Äpfeln, wobei teilweise auch explizit vom Baum des Lebens die Rede ist:
- Nr. 17 Die weiße Schlange
- Nr. 21 Aschenputtel
- Nr. 24 Frau Holle
- Nr. 29 Der Teufel mit den drei goldenen Haaren
- Nr. 31 Das Mädchen ohne Hände
- Nr. 47 Vom Machandelbaum
- Nr. 53 Schneewittchen
- Nr. 57 Der goldene Vogel
- Nr. 82 De Spielhansl
- Nr. 88 Das singende springende Löweneckerchen
- Nr. 96 De drei Vügelkens
- Nr. 121 Der Königssohn, der sich vor nichts fürchtete
- Nr. 125 Der Teufel und seine Großmutter
- Nr. 130 Einäuglein, Zweiäuglein und Dreiäuglein

### Motiv in der Kunst
Der Lebensbaum ist eine Form des Ornaments. Die Darstellung des Lebensbaums hat sich im Lauf der Zeit wesentlich geändert. Wurde ursprünglich noch der ganze Baum dargestellt, waren es zwischenzeitlich nur die Äste, später nur mehr Stängel oder Blumensträuße, die meist aus einer Vase herausragten. Häufig werden diese dekorativen Elemente zusammen mit Adam und Eva, mit Tierpaaren oder aus einem Herz heraus wachsend dargestellt.